# کودی کش
کودی کش (انگلیسی: Cody Kasch؛ زادهٔ ۲۱ اوت ۱۹۸۷) هنرپیشه اهل ایالات متحده آمریکا است. وی از سال ۱۹۸۹ میلادی تاکنون مشغول فعالیت بوده‌است.